# Église Notre-Dame-de-Chaldée
L'église Notre-Dame-de-Chaldée, située 13, 15 rue Pajol à Paris, appartient à l'Église catholique chaldéenne, et est le siège de la Mission Chaldéenne en France. Elle a été achevée en juin 1992. Conformément à sa liturgie, le rite s'y accomplit en araméen.
Elle accueille une communauté composée essentiellement de réfugiés chaldéens de nationalité turque ou irakienne.
Son curé est le père Momtaz Issa Shabo Kasha. Son prédécesseur était le père Fadi Lion Nissan qui succédait à Mgr Petrus Yousif.